# Fronteira Azerbaijão–Geórgia
A fronteira entre a Geórgia e o Azerbaijão é uma linha bastante sinuosa de 322 km de comprimento, que se inicia no extremo leste da Geórgia, na fronteira tríplice Geórgia-Azerbaijão-Rússia (Daguestão). Desse ponto vai para o oeste, para o sul e segue rumo ao oeste até outra fronteira tríplice, dos dois países com a Armênia, nas montanhas do Cáucaso.
Faz a fronteira entre a região georgiana de Caquécia e os distritos azeris de Balakan, Zakatala, Quakh, Samukh, Tovuz e Agstafa. Passa nas proximidades de Rustavi (Geórgia).
Com a independência, por curto período, da Geórgia entre 1918 e 1920 (domínio pela URSS) ficam definidas as fronteiras georgianas. Também em 1920 o Azerbaijão é ocupado pelos soviéticos. Com a dissolução da União Soviética, ambos os países se tornaram nações independentes em 1991, caracterizado essa fronteira como oficial entre duas nações.

## História
A fronteira tornou-se uma fronteira internacional em 1991, após a dissolução da União Soviética e a independência de suas repúblicas constituintes. O trabalho na delimitação da fronteira começou em 1994, mas o progresso tem sido lento devido à sobreposição de reivindicações. Parte da fronteira ao redor da Ponte Vermelha permanece minada, um legado da Primeira Guerra do Alto Carabaque na década de 1990, quando o Azerbaijão temia que a Armênia aproveitasse o caos na Geórgia e utilizasse a área para lançar ataques ao seu território.  O local do complexo monasterial de David Gareja, um local sagrado para os georgianos que fica próximo à fronteira, provou ser especialmente contencioso.  Há uma minoria azeri considerável na Geórgia, concentrada especialmente nos municípios do sul da região da Baixa Ibéria,  bem como uma minoria georgiana no Azerbaijão, concentrada especialmente na região de Saingilo, onde são conhecidos como Ingiloys.